# Peter Jennings

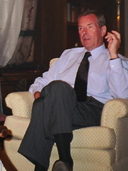
Jennings en 2002.

Peter Charles Archibald Ewart Jennings (29 de julio de 1938 - 7 de agosto de 2005), conocido como Peter Jennings, fue un periodista estadounidense de origen canadiense. Fue especialmente conocido por ser el presentador del informativo televisivo World News Tonight, de la cadena ABC, entre 1983 y 2005.